# Boogiepop
Boogiepop (яп. ブギーポップ Буги:ппопу) — это серия книг формата ранобэ, созданных Кохэем Кадоно и иллюстрированных Кодзи Огатой. Каждая глава книги показывает лишь небольшие детали происходящего, из которых нужно самостоятельно находить связь между событиями.
Сюжет посвящён нескольким персонажам, большинство из которых — студенты одного университета в городе, где и происходят все события. Город, название которого не упоминается, был потрясён убийствами девушек серийным маньяком пять лет назад, который был найден повешенным.
В 2019 году к двадцатилетию франшизы состоялся показ новой экранизации студии Madhouse по первому тому ранобэ — Boogiepop and Others.

## Список книг серии
- Boogiepop и другие (яп. ブギーポップは笑わない буги:поппу ва вараванай)
Boogiepop and Others  10 февраля 1998; ISBN 4-8402-0804-2
- Boogiepop Returns: VS Imaginator Part 1 (яп. ブギーポップ·リターンズ VSイマジネーターPart1 буги:поппу рита:ндзу VS имадзинэ:та: Part 1)
«Sign»  10 августа 1998; ISBN 4-07-309430-0
- Boogiepop Returns: VS Imaginator Part 2 (яп. ブギーポップ·リターンズ VSイマジネーターPart2 буги:поппу рита:ндзу VS имадзинэ:та: Part 2)
«Parade»  10 августа 1998; ISBN 4-07-309447-5
- Boogiepop in the Mirror: «Pandora» (яп. ブギーポップ·イン·ザ·ミラー 「パンドラ」 буги:поппу ин дза мира: «Пандора»)
Does anybody really know what time is it?  10 декабря 1998; ISBN 4-07-310350-4
- Boogiepop Overdrive: The Piper (яп. ブギーポップ·オーバードライブ 歪曲王 буги:поппу о:ба:дорайбу вайкёкуо:)
Heartbreaker II  10 февраля 1999; ISBN 4-07-310887-5
- Бугипопп на рассвете (яп. 夜明けのブギーポップ Ёакэ но буги:поппу)
Boogiepop at Dawn  10 мая 1999; ISBN 4-8402-1197-3
- Boogiepop Missing: Мятный колдун (яп. ブギーポップ·ミッシング ペパーミントの魔術師 буги:поппу миссингу пэпа:минто но мадзюцуси)
Peppermint wizard, or Rize and fall of poor innocent puppet   10 августа 1999; ISBN 4-8402-1250-3
- Boogiepop Countdown Embryo: Эрозия (яп. ブギーポップ·カウントダウン エンブリオ浸蝕 буги:поппу каунтодаун энбурио синсёку)
«The Embryo» 1st half -erosion-   10 декабря 1999; ISBN 4-8402-1358-5
- Boogiepop Wicked Embryo: Рождение пламени (яп. ブギーポップ·ウィキッド エンブリオ炎生 буги:поппу уйкиддо энбурио эндзё:)
«The Embryo» 2nd half -eruption-  10 февраля 2000; ISBN 4-8402-1414-X
- Boogiepop Paradox: Heartless Red (яп. ブギーポップ·パラドックス ハートレス·レッド буги:поппу парадоккусу ха:торэсу рэддо)
The Unusual Contact of Vermilion Hurt & Fire Witch  10 февраля 2001; ISBN 4-8402-1736-X
- Boogiepop Unbalance: Holy & Ghost (яп. ブギーポップ·アンバランス ホーリィ&ゴースト юуги:поппу амбарансу хо:ри: & го:суто)
Holy and Ghost are steeped in plastic crimes  10 сентября 2001; ISBN 4-8402-1896-X
- Стакатто Boogiepop: Добро пожаловать в магазин «Джинкс» (яп. ブギーポップ·スタッカート ジンクス·ショップへようこそ буги:поппу сутакка:то дзинкусу сёппу э ё:косо)
Welcome to Jinx Shop  10 марта 2003; ISBN 4-8402-2293-2
- Boogiepop Bounding: Lost Moebius (яп. ブギーポップ·バウンディング ロスト·メビウス буги:поппу баундэингу росуто мэбиусу)
Lost in Moebius  10 апреля 2005; ISBN 4-8402-3018-8
- Boogiepop Intolerance: Ноев ковчег (яп. ブギーポップ·イントレランス オルフェの方舟 буги:поппу инторэринсу оруфэ но хакобинэ)
Ark of Orpheus  10 апреля 2006; ISBN 4-8402-3384-5
- Boogiepop Question: Молчание пирамид (яп. ブギーポップ·クエスチョン 沈黙ピラミッド буги:поппу куэсутён тиммоку пирамиддо)
The Silent Pyramid  10 января 2008;

## Аниме

### Boogiepop Phantom
В 2000 году на основе книг был выпущен аниме-сериал, созданный на студии Madhouse. Основные события сериала разворачиваются через месяц после концовки первой новеллы Boogiepop и другие, но в сюжете присутствуют постоянные отсылки к событиям новеллы.

### Boogiepop and Others
В 2019 году к двадцатилетию франшизы Boogiepop была выпущена новая экранизация студии Madhouse по первому тому ранобэ — Boogiepop and Others.

## Манга
- Boogiepop Doesn't Laugh (яп. ブギーポップは笑わない буги:поппу ва вараванай) — мистическая манга, рассказывающая о противостоянии и романтических чувствах Бугипопа, защитника Земли, и Мантикоры, людоеда, принявшего облик девушки. В манге подробно описаны главные персонажи всей серии и события, на которые лишь ссылается сериал. В манге молодой парень Такеда, встречающийся с Токой Миясита, познакомился и подружился с Бугипопом, вселившимся в неё. А другой парень, Саотоме Масами, из той же академии, заставший Мантикору, влюбился в неё.
- Boogiepop Dual: Losers' Circus (яп. ブギーポップ·デュアル 負け犬たちのサーカス буги:поппу дюару майкэнутати но циркус) — мистическая манга, не связанная с остальными произведениями Вселенной Бугипопа, за исключением нового воплощения Бугипопа в обычного японского школьника. Бугипоп появляется в этот мир для того, чтобы остановить нарушения, вызванные вмешательством учителя школы.

### Издание
В США выпуском занималась компания Right Stuf Inc..

## Отзывы и критика
В обзоре IGN аниме представлено «праздником для ума, ушей и глаз». Boogiepop Phantom эффективно создаёт атмосферу сюрреалистического ужаса Линча, мрачную перспективу от первого лица. Большая часть сериала рассказывает о странных явлениях и сверхъестественных событиях, но не так, как принято ожидать. Это не иной мир, застрявший в фэнтези или «Моб Психо 100» — напротив, он больше сосредоточен на неизбежном страхе и разочаровании от бессилия. Как будто у «Чёрного зеркала» уже была аниме-экранизация. Истории «Фантома» вращаются вокруг подростков и молодых людей, которые чувствуют, что их обидело общество или близкие им люди, столкнувшись с недопониманием, немыслимой утратой и погрузившись в апатию. Бугипоп часто спасает, но напоминает, что настоящий ужас жизни — не цинизм или отчуждение, а собственный разум людей, клетка, куда они охотно помещают себя. Главный герой является призывом к действию — быть сознательными, чуткими и сильными против одиночества, что может исказить повседневное восприятие.